# جين باغلي
جين باغلي (بالإنجليزية: Gene Bagley)‏ هو لاعب كرة قاعدة أمريكي، ولد في 7 يونيو 1861 في نيويورك في الولايات المتحدة، وتوفي في 15 أغسطس 1901 في لونغ آيلاند سيتي في الولايات المتحدة.

## وصلات خارجية
- جين باغلي على موقعبيزبول رفرنس.كوم (الدوري الرئيسي) (الإنجليزية)
- جين باغلي على موقعبيزبول رفرنس.كوم (الدوري الثانوي) (الإنجليزية)